# Loi de Verdoorn
 (octobre 2021).
Pour les articles homonymes, voir Verdoorn.
La loi de Verdoorn (ou effet Kalecki-Verdoorn) est une loi de l'économie présumée selon laquelle la productivité augmente proportionnellement à la racine carré de la production. Une croissance plus élevée dans la production augmente la productivité du fait des rendements croissants.

## Concept
L'économiste néerlandais Petrus Johannes Verdoorn mène des recherches économiques sur le rapport entre la croissance de la production et la productivité des travailleurs dans les années 1940. En 1949, il publie un papier où il met en lumière une relation positive entre les deux. Selon lui, dès lors que les rendements sont croissants, une entreprise voit sa productivité augmenter au fur et à mesure qu'elle produit.
Nicholas Kaldor va aller plus loin en identifiant un cercle vertueux : la hausse de la demande augmente la production, qui augmente la productivité. La croissance de l'offre va nécessiter une augmentation de l'investissement au sein de l'entreprise, et donc, stimuler l'adoption de nouvelles technologies.

## Formalisation
La loi de Verdoorn peut être formalisée. Soit p la croissance de la productivité du travail ; Q est la croissance de la production ; b est le coefficient de Verdoorn ; a est le taux de croissance de la productivité, qui est exogène :  
{\displaystyle p=a+bQ}

## Débats et critiques

### Validité empirique
Verdoorn affirme que « sur le long terme, un changement dans le volume de la production de, disons, 10%, a tendance à être associé à une augmentation moyenne de la productivité du travail de 4,5% ». 
Le rapport entre l'augmentation de la production et celle de la productivité est calculé grâce au coefficient de Verdoorn. Des études postérieures ont montré un coefficient proche de ce que Verdoorn avait trouvé. Il serait d'environ 0,484.

### Explorations ultérieures
La loi de Verdoorn est modernisée par Paul Krugman dans un papier de 1991.